# Dorcadion punctulicolle
Dorcadion punctulicolle là một loài bọ cánh cứng trong họ Cerambycidae.